# Хасав-Чан-Кавиль II
Хасав-Чан-Кавиль II (дословно Расчищает небо бог Кавиль) (правил до 869 — после 889) — последний известный правитель древнего майяского царства Мутуль со столицей в Тикале.

## Биография
Хасав-Чан-Кавиль II взошёл на престол Мутуля незадолго до 869 года и, вероятно, наследовал Хун-Неналь-Кавилю.
Тикаль находился в упадке с конца VIII века, попав под влияние кризиса, охватившего всю цивилизацию майя. Резко сократилось каменное строительство, полностью прекратилось создание монументальных изваяний. Титулы «Священный владыка Мутуля» и «кало’мте» («император») появляются на памятниках правителей мелких селений по соседству с прежней столицей, что указывает на распад государства.
В 869 году в Тикале была установлена самая поздняя стела — Стела 11.
Население города резко сокращалось, а в X—XI веках он был окончательно покинут жителями.